# Segnung Lebensbund
Lebensbund ist eine Rubrik in den Kirchenbüchern der altkatholischen Kirche in Österreich. Sie beurkundet sowohl die Eheschließung gemischtgeschlechtlicher als auch die Verpartnerung gleichgeschlechtlicher Paare. Damit soll die Gleichwertigkeit der beiden Lebensformen zum Ausdruck gebracht werden.
Die in Österreich seit dem 1. Jänner 2019 zivilrechtlich mögliche gleichgeschlechtliche Ehe ist davon ausgenommen.

## Bedeutung
Die bisherigen Rubriken der Kirchenbücher „Ehesegnung“ für heterosexuelle und „Partnerschaftssegnung“ für homosexuelle Paare sollten unter der gemeinsamen Rubrik „Trauung“ zusammengefasst werden. Ein entsprechender Antrag auf der Ordentlichen Synode 2019 der Altkatholischen Kirche Österreichs wurde unter dem Titel „Änderung der Eintragung in die Kirchenbücher“ eingereicht. Im Laufe der Debatte zu diesem Antrag während der Synode wurde von einigen Kirchengemeinden diese Formulierung bemängelt. Dabei wurden vor allem inhaltliche Argumente theologischer Natur vorgebracht. Schließlich einigte sich die Synode auf die Bezeichnung „Lebensbund“. Der abgeänderte Antrag wurde von der Hohen Synode schließlich mit Zwei-Drittel-Mehrheit angenommen.
Obwohl seit der Entscheidung des österreichischen Verfassungsgerichtshof vom 4. Dezember 2017 auch in Österreich gleichgeschlechtliche Ehen möglich sind, bestehen weiterhin theologische Vorbehalte, ob die Ehe auch für homosexuelle Paare als Sakrament gesehen werden könne. Bischof Heinz Lederleitner schätzt, der Prozess der theologischen Ausformulierung zur Überarbeitung des Ehesakraments innerhalb der Utrechter Union könne noch bis zu zehn Jahre dauern.